# Kanadai vidra
A kanadai vidra, más néven észak-amerikai vidra (Lontra canadensis) az emlősök (Mammalia) osztályának ragadozók (Carnivora) rendjébe, ezen belül a menyétfélék (Mustelidae) családjába tartozó faj.

## Előfordulása
Valaha szinte egész Észak-Amerikában megtalálható volt, ma egyes szövetségi államokban teljesen kiirtották. A rovarirtó szerek használata és a felállított csapdák a fő oka e vidra ritkaságának.

## Alfajai
- Lontra canadensis canadensis (Schreber, 1777)
- Lontra canadensis kodiacensis (Goldman, 1935)
- Lontra canadensis lataxina (Cuvier, 1823)
- Lontra canadensis mira (Goldman, 1935)
- Lontra canadensis pacifica (J. A. Allen, 1898)
- Lontra canadensis periclyzomae (Elliot, 1905)
- Lontra canadensis sonora (Rhoads, 1898)

## Megjelenése
A kanadai vidra fej-törzs-hossza 65-75 centiméter, farokhossza 30-43 centiméter, míg testtömege eléri a 7,5 kilogrammot. Bundája vízhatlan, túlnyomórészt barna, a torokrészen világosabb vagy fehér. Törzse karcsú és hajlékony, ami lehetővé teszi, hogy a vidra gyorsan tudjon mozogni a vízben. Farka hosszú, erős, és a kormányzásra használja. Lába úszóhártyás, karmokkal és talppárnákkal rendelkezik, odúkat is ás vele.

## Életmódja
Családokban vagy magányosan él, de eurázsiai rokonánál társasabb. Néha elhagyja revírjét, hogy más helyeket is felkutasson. Halakkal, békákkal, rovarokkal és kis vízi emlősökkel (pézsmapockokkal, vízipockokkal és kis kanadai hódokkal) táplálkozik.
|  |  |

## Szaporodása
A kanadai vidra ivarérettségét 2 éves korában éri el, a hímek a vetélytársak közötti harcban többnyire csak 3 év múlva kerekednek felül. A párzási időszak a tél végétől a tavasz kezdetéig tart. A vemhesség 9,5-10 hónapig tart, beleértve a pete beágyazódását követő hosszabb nyugalmi időszakot is. A nőstény 1-4 utódot hoz világra.